# Schutzverband deutscher Schriftsteller
Der Schutzverband deutscher Schriftsteller (SDS) wurde 1909 gegründet und existierte unter dieser Bezeichnung bis 1933 (und anschließend als Schutzverband deutscher Schriftsteller im Ausland bis etwa 1939). Ziel des Verbandes war die Gewährung von Rechtsschutz gegen staatliche Eingriffe in das Literaturschaffen.

## Geschichte

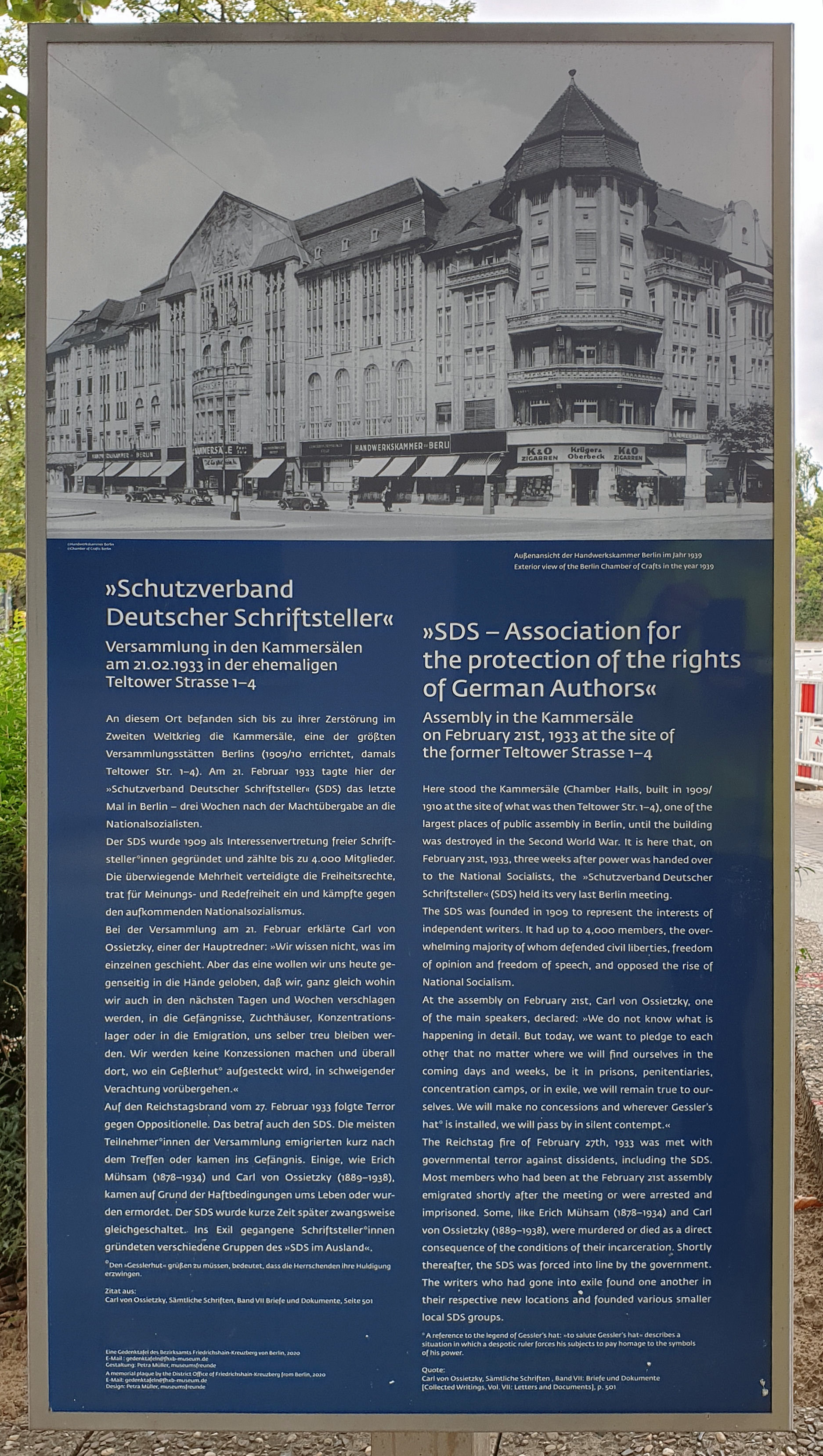
Gedenktafel am Haus, Blücherstraße 68, in Berlin-Kreuzberg

Der Schutzverband deutscher Schriftsteller hatte seinen Sitz in Berlin. Im Jahre 1920 hatte der Verband ca. 2000 Mitglieder.
Im Jahr 1913 stiftete der Schutzverband den Theodor-Fontane-Preise für Kunst und Literatur, einen Preis für Prosawerke nach dem Vorbild des Prix Goncourt.
Im Dezember 1927 schlossen sich zu einem gemeinsamen, den fortbestehenden Einzelverbänden übergeordneten „Reichsverband des deutschen Schrifttums“ verschiedene Organisationen zusammen: der „Schutzverband deutscher Schriftsteller“, das „Kartell lyrischer Autoren“, der „Verband deutscher Erzähler“, der „Verband deutscher Bühnenschriftsteller und Bühnenkomponisten“ und der „Verband deutscher Filmautoren“.
Im Jahre 1931 kam es aufgrund von nationalkonservativer Opposition zu der SDS-Abspaltung „Nationalverband Deutscher Schriftsteller“. Dem NDS gehörten u. a. Richard Euringer, Kurt Aram, Hans Watzlik, Friedrich Wilhelm Heinz, Franz Schauwecker und August Winnig an.
Innerhalb des SDS wurde im Oktober 1931 eine „Arbeitsgemeinschaft nationaler Schriftsteller“ gegründet, in der sich nationalistische und nationalsozialistische Schriftsteller organisierten. Dieser Unterverband sollte eine entscheidende Rolle bei der nationalsozialistischen Gleichschaltung im März 1933 spielen. Dazu gehörten u. a.: Walter Bloem (Vorsitzender), Hans Richter, Max Barthel, Werner Bergengruen, Friedrich Franz von Conring, Hans Henning von Grote, Bruno Herbert Jahn, Hans Heinz Sadila-Mantau, Eberhard Meckel und Robert Seitz.
Der SDS wurde nach der Machtübernahme der NSDAP am 11. März 1933 gleichgeschaltet; Schriftsteller wie Erich Kästner und Axel Eggebrecht wurden ausgeschlossen. Am 31. Juli 1933 wurde der SDS in den Reichsverband Deutscher Schriftsteller überführt. Bei der Gleichschaltung des SDS waren vom früheren Vorstand lediglich Walter Bloem, Wolfgang Goetz, Carl Haensel, Hans Richter, Edlef Köppen, Heinrich Spiero und Werner Schendell im Vorstand verblieben. Zu den auf Verlangen im März 1933 zurückgetretenen SDS-Vorstandsmitgliedern zählten Julius Bab, Theodor Bohner, Arthur Eloesser, Hertha von Gebhardt, Monty Jacobs, Max Osborn, Alexander Roda Roda, Adele Schreiber, Paul Westheim und Leon Zeitlin. An ihrer Stelle wurden nunmehr Schriftsteller der nationalen Arbeitsgemeinschaft in den SDS-Vorstand gewählt zusammen mit weiteren rechten Schriftstellern – darunter Margarete Kurlbaum-Siebert, Wolfgang Loeff, Goetz Otto Stoffregen, Friedrich Arenhövel und Hans-Caspar von Zobeltitz.
In Paris gründeten Schriftsteller, die aus Deutschland emigriert waren, in Antwort auf die Bücherverbrennungen 1933 in Deutschland am 30. Oktober 1933 den Schutzverband deutscher Schriftsteller im Ausland. In dieser neugegründeten Interessenvertretung sollten „Schriftsteller aller antinationalsozialistischen Richtungen“ kameradschaftlich zusammenarbeiten. Der Pariser SDS wollte als gewerkschaftliche Vertretung der Schriftsteller Hilfe in Notlagen anbieten. Er sah seine Aufgabe darin, Austauschplatz für deutschsprachige Autoren zu sein, die durch das Exil von ihrem Publikum und ihrem Sprachraum abgeschnitten worden waren. Als regelmäßiges literarisch-politisches Forum des Austausches wurden „Montagsabende“ eingerichtet. Die gewerkschaftliche, auf Solidarität untereinander ausgerichtete Rolle konnte der Verband nicht spielen, da seine Mitglieder elend arm waren. Zudem prägten bald interne Zerwürfnisse (unter anderem zur Frage der Solidarität mit der Sowjetunion angesichts der Moskauer Schauprozesse) den Verband, aus dem achtzehn Mitglieder (so Alfred Döblin, Walter Mehring, Hermann Kesten, Klaus Mann), die den Stalinismus ablehnten, ausscherten und am 4. Mai 1937 den Bund Freie Presse und Literatur gründeten.
Der von der KPD dominierte Exilverband verfolgte eine Volksfront-Politik gegen die nationalsozialistische Diktatur.
Eine sehr tätige SDS-Gruppe bildete sich in Prag. Landes- oder Ortsgruppen entstanden zudem in Kopenhagen, England, Belgien, den Niederlanden, der Schweiz, Luxemburg, Österreich, Südafrika und Mexiko. In New York City wurde 1939 ein Landesverband für die USA gegründet, Ehrenvorsitzender war Thomas Mann, Vorsitzender Oskar Maria Graf.